# Coenagrion hastulatum
Coenagrion hastulatum là loài chuồn chuồn trong họ Coenagrionidae. Loài này được Charpentier mô tả khoa học đầu tiên năm 1825.

## Hình ảnh

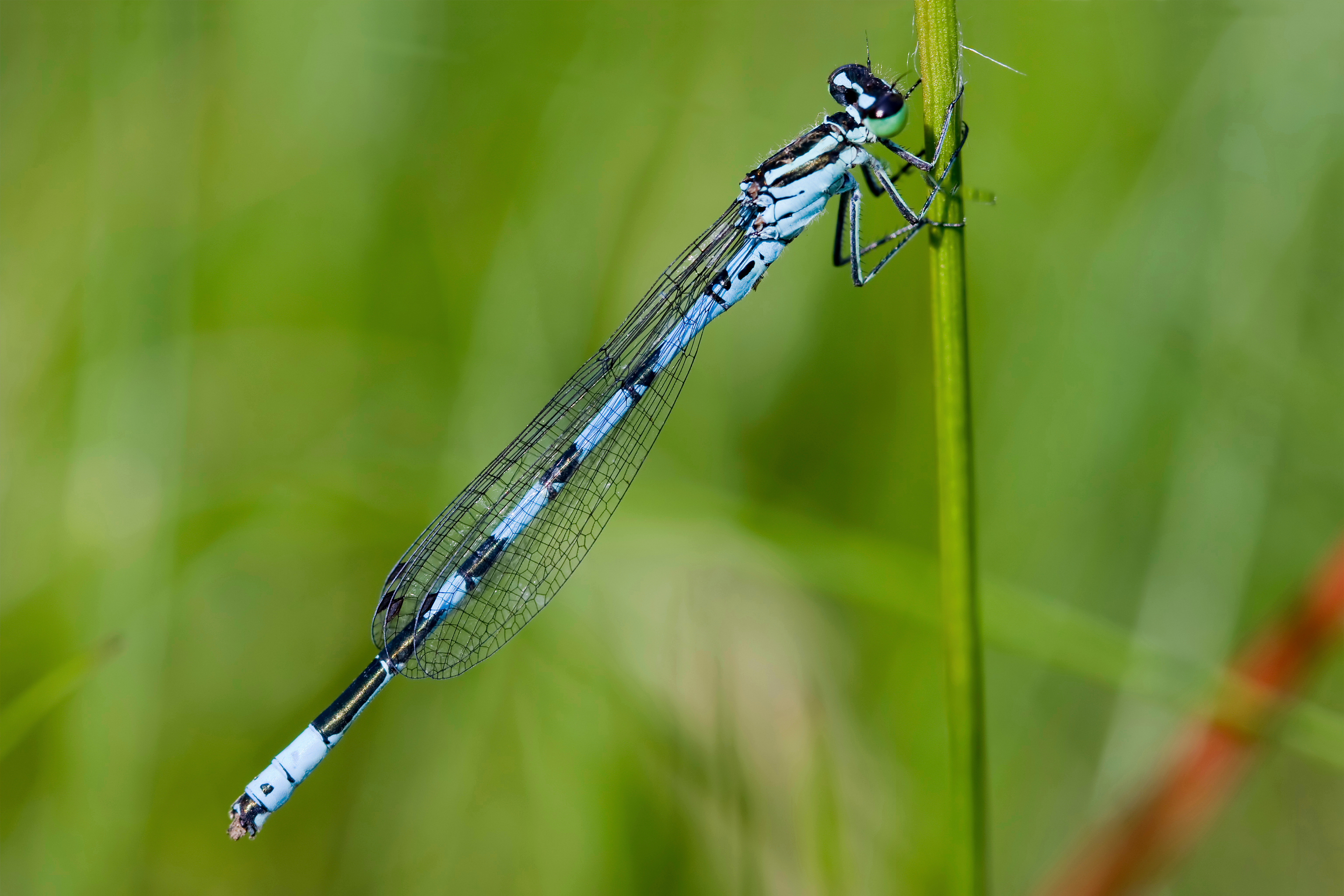
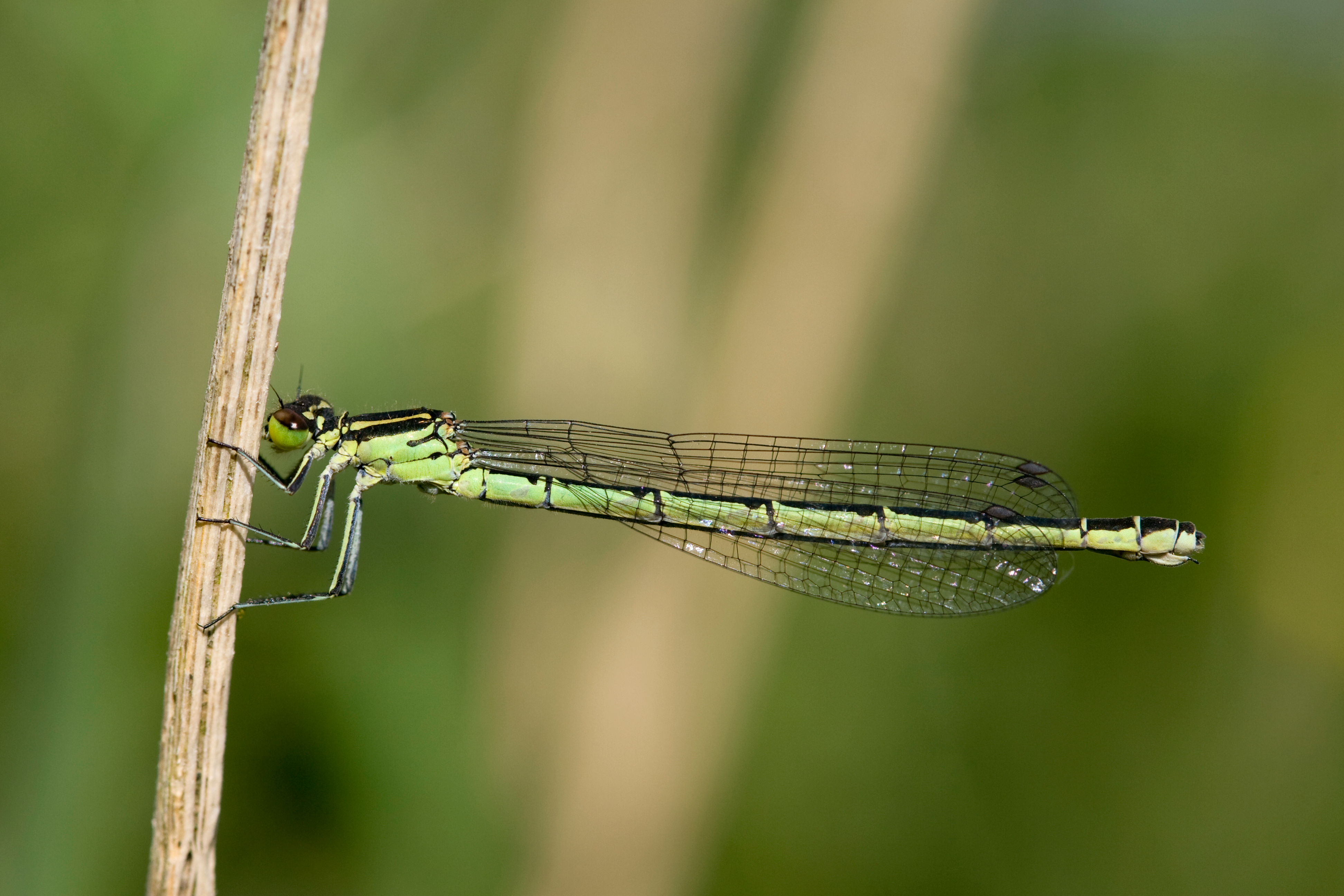
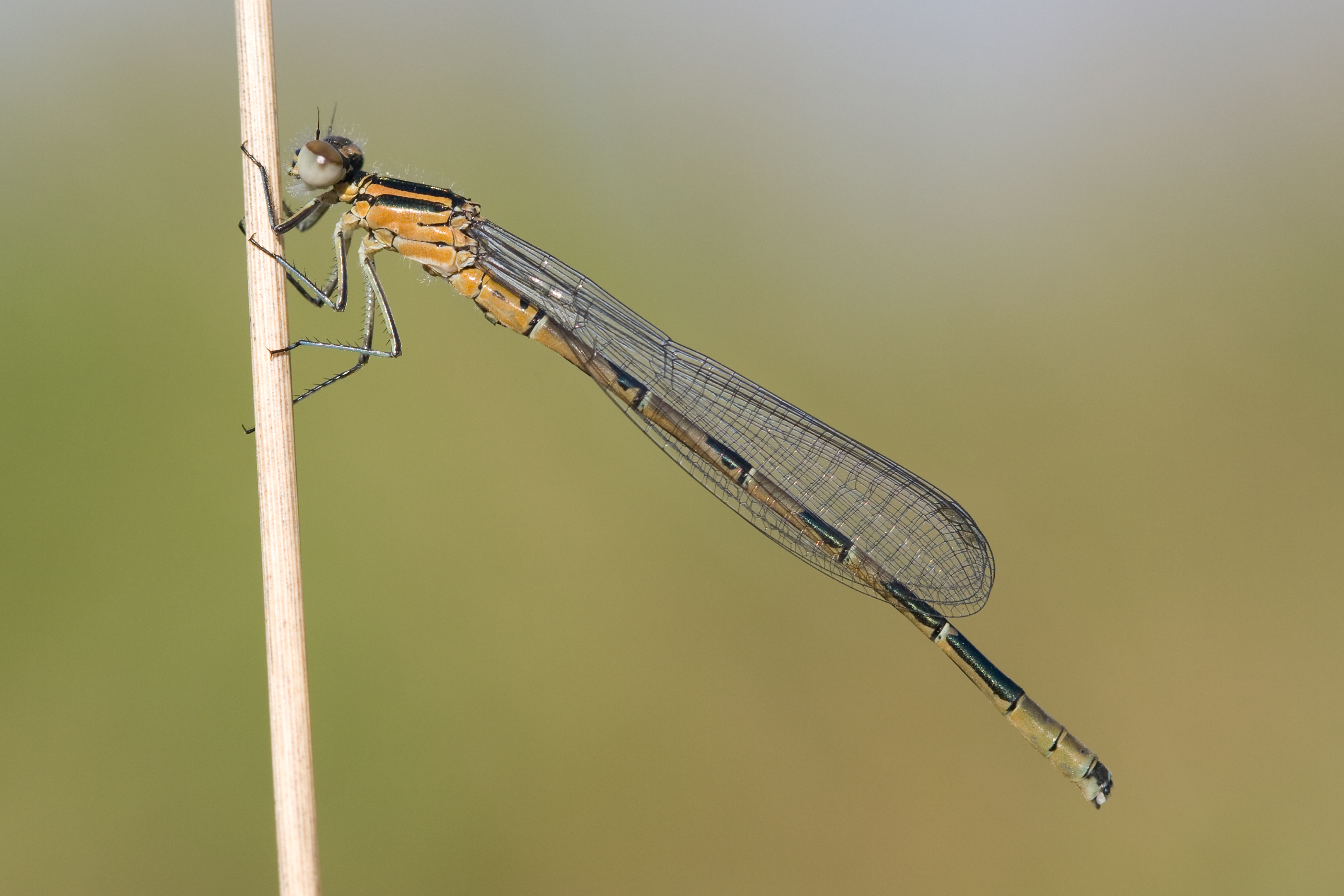
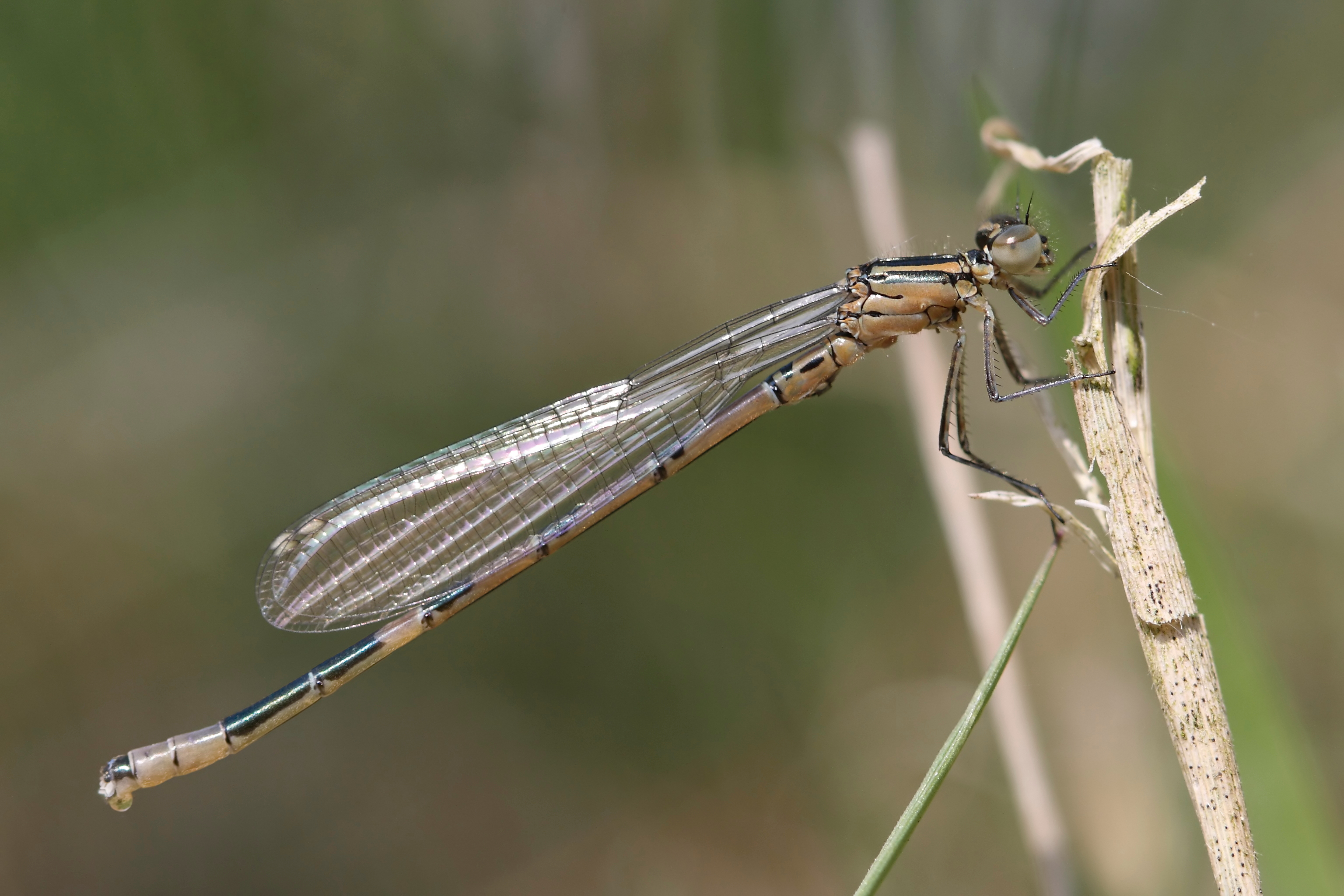